# Reinhart Steinbicker
Reinhart Steinbicker, né le 3 septembre 1904 dans la principauté de Lippe et mort à Berlin en août 1935, est un scénariste et réalisateur allemand.

## Biographie
Reinhart Steinbicker collabore avec l'alpiniste, acteur et cinéaste de montagne sud-tyrolien Luis Trenker, notamment pour les images du livre commémoratif national-patriotique Kampf in den Bergen. Das unvergängliche Denkmal der Alpenfront. (1931) qui sera porté la même année à l'écran par Trenken (Les Monts en flammes). Trenker l'engage ensuite en 1932 comme assistant réalisateur pour le drame pathétique tyrolien Der Rebell.
Pendant l'été 1933, il travaille avec d'autres réalisateurs dont Kurt Bernhardt pour son film de science-fiction classique, Le Tunnel et aussi Robert A. Stemmle pour ses comédies So ein Flegel (de) et Heinz im Mond (de), toutes deux avec l'acteur-vedette Heinz Rühmann.
De l'automne 1933 au printemps 1934, Steinbicker collabore à nouveau avec Trenker tant aux États-Unis, à New York, que dans les Alpes, pour le drame social Der verlorene Sohn (de), pour lequel, en plus de son implication dans le scénario, il est à nouveau directeur adjoint.
En 1934, Steinbicker réalise son premier film, Liebe, Tod und Teufel, avec pour les aspects techniques de la réalisation cinématographique le moins expérimenté metteur en scène de théâtre Heinz Hilpert. Encore une fois, il est responsable de l'écriture du scénario.
Pour plusieurs films des années 1933-1934, SteinBicker participe également à l'écriture de scénarios, dont, à Vienne, en mars-avril 1933 Unsichtbare Gegner avec dans les rôles principaux Peter Lorre et Oskar Homolka qui ont quitté l'Allemagne nazie.
Immédiatement après l'Anschluss, la carrière de Reinhart Steinbicker s'interrompant brusquement pour des raisons qui demeurent inconnues. Il meurt peu de temps après, en août 1935, dans des circonstances tout aussi inconnues.

## Filmographie partielle

### Comme scénariste
- 1933 : Unsichtbare Gegner de Rudolph Cartier

### Comme réalisateur
- 1934 : Liebe, Tod und Teufel (coréalisé avec Heinz Hilpert)
- 1935 : Le Diable en bouteille (coréalisé avec Heinz Hilpert)